# Emperador Asura
Asura es un personaje ficticio que aparece en la historieta de Karmatrón y los Transformables, su primera aparición ocurrió en el primer número de esta historieta en febrero de 1986. Es el principal antagonista de Karmatrón y su aparición como villano en revistas continúa hasta hoy en día. Su nombre hace referencia a los asuras de la mitología hinduista y budista, en especial, en su interpretación como demonios. Asura es el representante directo del Amo de las Tinieblas en este universo, y por lo tanto, el instrumento más poderoso de la maldad en ésta dimensión. Él es el más grande adversario de Karmatrón y de los otros héroes de esa revista.

## Apariencia
Asura es un hombre alto (de 1.90 metros, según las estadísticas del personaje que aparecieron en la serie original), de piel verde, y de complexión robusta y muscular, que aparenta unos cuarenta y cinco o cincuenta años humanos. Su largo cabello y su barba son de un color verde más intenso que el de su piel. Sus ojos aparentemente no tienen pupilas, y brillan sobrenaturalmente con una luz roja.
En sus primeras apariciones, Asura usaba un ajustado leotardo blanco, sobre el cual usaba unas botas, unos guantes, un cinturón y un calzoncillo de color rojo, además de una capa roja y un gorro alto, en forma de cono, de color blanco. Después de su resurrección, Asura comenzó a vestir un traje negro similar a un keikogi, cuya camisa y cinturón muestran bordes de color gris con patrones ondulantes impresos. Asura usa unos guantes y una botas rojas sobre su traje negro, y una larga capa roja con grandes solapas. Asura usa un característico gorro negro, en forma de cono, con dos cuernos a los lados de la punta central.

## Historia
Asura nació en la ciudad de Eleazikz, en el Planeta Metnal, hace millones de años. Él era heredero del trono metnalita, al ser hijo del rey Fardelt de ese planeta, y de su reina Dezayira. Asura vivió sus primeros años sin sobresaltos, y estudió "ingeniería espacial" en alguna academia de su planeta. En su juventud, la vida de Asura siguió corriendo sin eventualidades, hasta el día en que su padre fue asesinado, tornándose entonces en una tragedia similar a la de Orestes.
Asura descubrió que su madre Dezayira tenía un amante, un mercenario y contrabandista que hizo amistad con el padre de Asura, y que entre los dos mataron a su padre (al igual que Orestes, cuya madre Clitemnestra y su amante, mataron a su padre). Lleno de odio, Asura confrontó a su madre y la persiguió, a ella y al mercenario, en una nave espacial. Tras algunas maniobras de combate aéreo, Asura logró derribar a la reina y a su amante en una región desértica que después sería conocida como la Zona de la Oscuridad de Metnal (análogamente, Orestes también asesinó a los dos asesinos de su padre). Asura también se estrelló en esa región, saliendo ileso del accidente. Como Asura no regresaba al palacio de Eleazikz, fue dado por muerto y el trono metnalita fue declarado vacío. Mientras tanto, el príncipe de Metnal vagó por el desierto, a merced de su destino, hasta que ahí se encontró con un ermitaño llamado Atchzon.
Atchzon era un brujo maligno, y como tal, pudo reconocer a Asura como el elegido anunciado por una vieja profecía, destinado a conquistar el cosmos y a dominar a todo ser viviente. El brujo ermitaño le ofreció alojamiento a Asura, además de la oportunidad de ser su discípulo. Asura fue un buen discípulo del brujo, y, tras un período de aprendizaje no definido, terminó dominando el arte de la hechicería negra, aumentando así sus capacidades físicas y mentales.
Un día, Atchzon enfermó gravemente (al parecer, curar su propia enfermedad estaba más allá del alcance de su magia) y con sus últimas fuerzas, le pidió a Asura que viajara al Planeta de la Eternidad para volverse un Guerrero Kundalini y cumplir con la profecía, al ser el primer Guerrero que usaría el poder Kundalini para hacer el mal. Asura emprendió el viaje y llegó al Santuario de Merú, para llevar a cabo el deseo de su maestro de despertar a la Serpiente Kundalini.
Asura pudo sobrevivir a las vibraciones positivas de ese lugar porque, a pesar de ser un ente malvado, era capaz de controlar sus emociones y pensamientos, una habilidad que poseen, en mayor o menor grado, todos los metnalitas. Gracias a su conocimiento místico y su entrenamiento por parte de Atchzon, Asura fue capaz de despertar a la serpiente sagrada y de convertirse en un Guerrero Kundalini.
Cuando Asura obtuvo el poder, Katnatek apareció ante él y le negó su derecho a portar un objeto de poder, cosa que normalmente se le otorga a un guerrero cuando logra despertar a Kundalini. El malvado Asura comenzó a ser afectado mucho más seriamente por la energía positiva del santuario, ya que ahora era un guerrero espiritual, y sintió una imperiosa urgencia de escapar de ahí, pero no sin que Katnatek profetizara que un guerrero Zuyua con gran poder aparecería en un futuro y que ese guerrero sería capaz de acabar con Asura.
Asura volvió al hogar de su maestro, y usó su nuevos poderes para lanzar un poderoso hechizo capaz de conjurar ahí a las legiones infernales y al mismo Amo de las Tinieblas en persona. El Amo de las Tinieblas nombró entonces a Asura como su representante en este universo, fortaleció sus habilidades místicas y le confirió el poder de impregnar todo el Planeta Metnal de energía maligna, en especial aquel desierto donde se encontraban, convirtiéndolo en la terrible Zona de la Oscuridad.
Lleno de poder, Asura fue entonces al palacio real que había sido su hogar, desintegró fácilmente a un mercenario usurpador llamado Aspukz que estaba sentado en el trono, y se autoproclamó emperador de Metnal. Acto seguido, el emperador de Metnal lanzó una sangrienta campaña de conquista por todo el cosmos, sometiendo o destruyendo a planetas enteros, para finalmente entrar en conflicto con las fuerzas de la Gran Alianza Universal encabezada por los zuyuas.
Asura tomó especial interés en destruir a los líderes de la Gran Alianza Universal, ya que la profecía de Katnatek le advirtió que de entre los Zuyua surgiría aquel que habría de vencerlo. Fue durante esta guerra que Asura conoció por primera vez a Karmatrón, cuando este vino a Metnal a buscar los restos de su hermano Nazul. Asura, furioso, vio cumplirse la profecía de Katnatek, y desde entonces ha tratado de matar a Zacek por todos los medios posibles, sin éxito hasta el momento.

## Poderes
Asura ha aumentado mucho sus poderes desde su primera aparición, y ya entonces era un personaje muy poderoso. Él cuenta con todas las habilidades psíquicas y místicas de un Guerrero Kundalini, pero al usar prana maligno como fuente de sus poderes, éstos sólo pueden ser usados para el mal. El emperador metnalita es uno de los brujos más poderosos del universo, y su magia puede crear casi cualquier efecto. Desde que Asura murió en una épica y feroz batalla contra Zacek en el desaparecido Planeta Naacal y pudo resucitar algún tiempo después, sus poderes han sido aumentados tanto, que sobrepasan por mucho a los del emperador Zuyua, al grado de haber sido capaz de derrotar a Karmatrón y todos sus aliados (Transformables incluidos) por sí solo en una ocasión.
Al recibir su Espada del Averno de manos del Amo de las Tinieblas, Asura recibió también una armadura de poder, como la de Zacek, sólo que más poderosa, y desde entonces Asura literalmente se volvió capaz de poder hacer cualquier cosa, aunque no a una escala infinita. Al parecer, los límites de Asura tienen que ver con su percepción del mundo a su alrededor, limitada a una escala y una perspectiva mortal.
Un ejemplo de esto es el hecho de que aún Asura es incapaz de localizar a un ser ú objeto si no sabe en qué dimensión está (como él mismo admitió cuando Karmatrón mandó a toda la Alianza de Mal a una dimensión desconocida en una ocasión). Como todos los Guerreros Kundalini, Asura se debilita cuando una descarga de energía espiritual (en este caso, positiva) entra en su tercer Chakra cuando este está abierto. Su debilidad más importante parece ser el profundo amor que Zacek le tiene a su esposa Lis-Ek, el cual crea una fuerza mística que incluso Asura no puede superar. Ha mostrado la capacidad de romper la cuarta pared. 